# Radford, Virginia
Radford este unul din cele 39 de orașe independente din statul Virginia din Statele Unite ale Americii.